# Danelag
Das Danelag (englisch Danelaw, -lage oder -lagh, mittelenglisch Denelage, altenglisch Dena lagu bzw. dänisch Danelagen, „dänisches Recht“) war ein Gebiet im frühmittelalterlichen England, das zwischen 865 und 878 vom dänischen Großen Heer, einer Wikingerarmee, erobert wurde. Das Danelag lag im Nordosten Englands und umfasste Teile der angelsächsischen Königreiche Northumbria, das 867 besiegt wurde, East Anglia, das 869 besiegt wurde, und Mercia, das 874 den Dänen in die Hände fiel.
Im Danelag fand eine Besiedlung durch Skandinavier statt. Wie umfassend diese skandinavische Besiedlung des Danelags tatsächlich war, ist nicht abschließend geklärt. Die fünf befestigten Ortschaften Leicester, Lincoln, Nottingham, Stamford und Derby bildeten die militärischen, administrativen und wirtschaftlichen Zentren des Danelags. Diese fünf Orte sind unter der Bezeichnung Fünf Städte oder Fünf Burgen bekannt („Five Boroughs“). Der Begriff Danelag für dieses Gebiet wurde erst ab Mitte des 11. Jahrhunderts verwendet, um die Regionen Englands zu beschreiben, die sich sozial und rechtlich von den angelsächsisch dominierten unterschieden. Es steht im Gegensatz zum Engla lage, dem englischen oder sächsischen Gesetz.
Nur König Alfred von Wessex gelang es, dem großen dänischen Heer auf Dauer zu trotzen. Er schloss 878 mit dem Wikingerführer Guthrum einen Friedensvertrag, in dem er die dänische Herrschaft im Nordosten anerkannte. Im Gegenzug wurde Guthrum nach christlichen Ritus getauft und konnte so unangefochten weiter über seine englischen Gebiete herrschen. Die bis 954 abgeschlossene Eroberung des Danelags durch das Königreich Wessex führte zur Entstehung Englands. Für die Entwicklung der englischen Gesellschaft lieferten Kultur, Sprache, Rechtsnormen und Organisationsformen der skandinavischen Siedler wichtige Impulse.

## Entstehung

### 865 bis 878: Das Große Heer

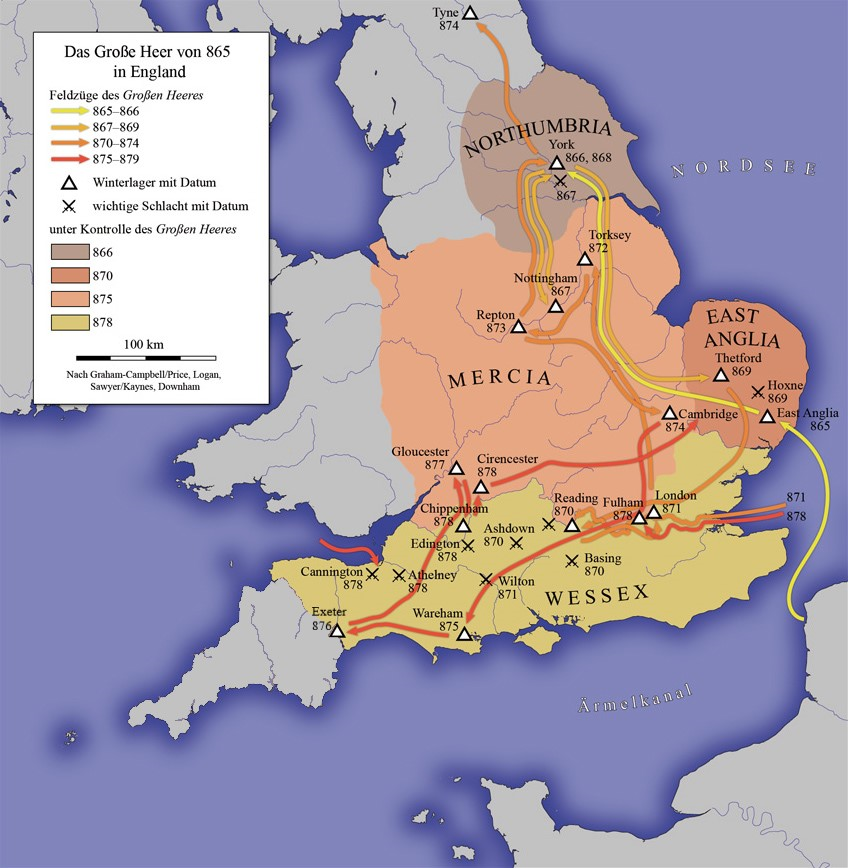
Das Große Heer von 865 bis 878 in England

Nach diversen kleineren Plünderungszügen der Wikinger auf den britischen Inseln in der ersten Hälfte des 9. Jahrhunderts nahmen die Angriffe ab 850 eine neue Dimension an. Während die Überfälle bis dahin eine periodische Erscheinung waren – im Sommer plünderten die Flotten, um im Winter wieder nach Skandinavien zurückzukehren – überwinterte in jenem Jahr erstmals ein Wikingerheer auf der Insel Thanet vor der Themsemündung. Von blitzartig ausgeführten Raubzügen kleiner Beutegemeinschaften hatten sich die Überfälle zu – mit regelrechten Armeen geführten – Feldzügen ausgewachsen. Den endgültigen Wendepunkt in dieser Entwicklung markierte die Ankunft des Großen Heeres im Jahr 865 in East Anglia.

„[…] 7 þy ilcan geare cuom micel here on Angelcynnes lond, 7 wintersetl namon on Eastenglum, 7 þær gehorsude wurdon, 7 hie him friþ wiþ namon.“

„[…] Und im selben Jahr kam ein Großes Heer nach England, und nahm Winterquartier in East Anglia, und wurde mit Pferden versorgt, und die Einwohner machten Frieden mit ihm.“

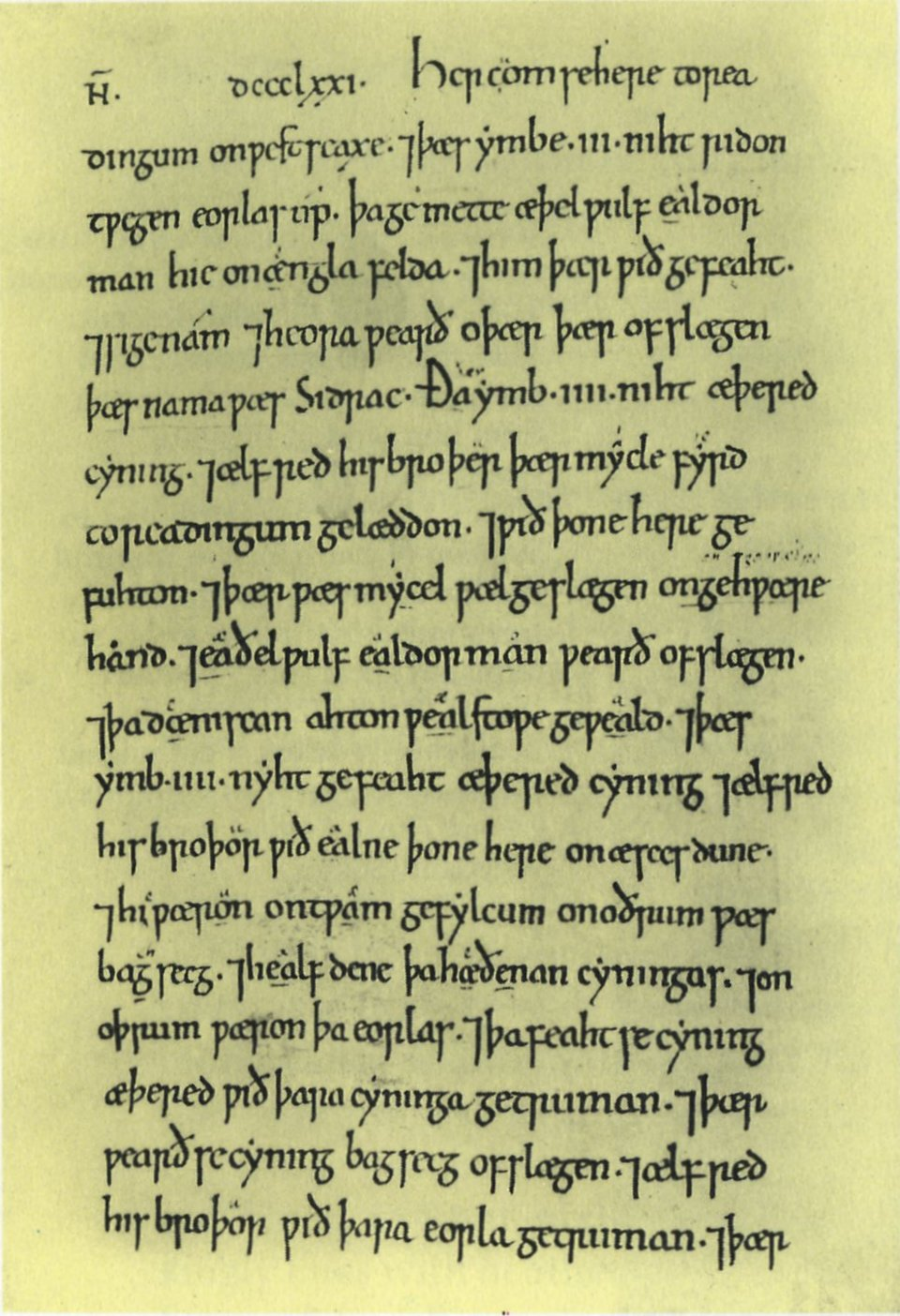
Seite der Version D der Angelsächsischen Chronik mit Einträgen der Ereignisse des Jahres 871: Das Große Heer in Reading und die Schlacht von Ashdown.

Unter seinen Anführern, dem Brüderpaar Ivar und Halvdan, zog das Wikingerheer noch im selben Jahr nördlich über den Humber in das von Thronstreitigkeiten zerrissene Northumbria und nahm am 1. November dessen Hauptstadt York ein. Die Thronrivalen Osberht und Ælle vereinigten daraufhin ihre Streitkräfte, wurden jedoch am 21. März 867 mitsamt ihren Heeren von den Wikingern besiegt und getötet. Northumbria mit seiner Hauptstadt York wurde in der Folgezeit zu einem skandinavisch dominierten Königreich und diente als Ausgangsbasis für Angriffe auf das restliche England. Nach der Einsetzung eines tributpflichtigen Marionettenkönigs namens Ecgberht I. durch die Wikinger verließ das Große Heer Northumbria, um in Mercia einzufallen. Den Winter 867/868 verbrachte es in einem befestigten Lager in dem von ihnen eroberten Nottingham, belagert vom mercischen König Burgred, der sich trotz militärischer Hilfe seines Schwagers König Æthelred von Wessex nur durch Zahlung eines Lösegeldes der Wikinger entledigen konnte. Das Große Heer zog im folgenden Jahr wieder nach York ab. Im Jahr 869 setzten die Dänen ihre Invasion mit der Besetzung East Anglias (Winterquartier in Thetford) fort, schlugen im November 869 König Edmund von East Anglia bei Hoxne und gliederten damit dessen Reich endgültig in ihre Besitzungen ein. Edmund wurde bald darauf als Märtyrer verehrt. Um Wessex zu erobern, besetzte das Heer unter Guthrum im folgenden Jahr – das strategisch günstig an der Themse gelegene – Reading und lieferte sich mit den Westsachsen zwischen 870 und 871 mehrere Kämpfe mit wechselndem Ausgang, so bei Englefield, bei Reading selbst, bei Ashdown, Basing, und Merantūn (Ort unbekannt, vielleicht Marton). Eine neu angekommene Flotte, die 871 in die Themse einfuhr, verstärkte das Große Heer in Reading. König Alfred, der die Regentschaft über Wessex von seinem 871 verstorbenen Bruder Æthelred übernommen hatte, konnte trotz neun weiterer Schlachten (unter anderem bei Wilton) keinen entscheidenden Vorteil erlangen, und die erschöpften Gegner schlossen einen Waffenstillstand. Die Wikinger zogen sich daraufhin bis nach London zurück.
Zwischen 871 und 874 richtete das Große Heer seinen Focus auf Mercia. Die Winterlager in London (871/872), Torksey (872/73) und schließlich Repton (873/874) in Derbyshire, Sitz und Begräbnisstätte der mercischen Könige, bildeten die Eckpunkte der Route des Heeres durch Mercia. In Repton konnte durch umfangreiche Ausgrabungen das Lager des Großen Heeres rekonstruiert werden. So wurde unter anderem ein Massengrab mit den Gebeinen von mindestens 249 Angehörigen des Wikingerheeres entdeckt. Nach drei Jahren war Mercia gefallen. König Burgred zog 874 das Exil in Kontinentaleuropa vor (er starb bald darauf in Rom) und die Wikinger setzten an seiner Stelle den Schattenkönig Ceolwulf ein. Im selben Jahr teilte sich das Heer in Repton. Der Anführer des Heeres, Halvdan, zog mit einem Teil seiner Armee nach Northumbria. Nachdem er dort am nördlichen Grenzfluss Tyne in Kämpfen gegen Pikten und die Britonen von Strathclyde die Grenzen gesichert hatte, teilte er im Jahr 876 das Land unter seine Gefolgsleute auf. In nur zehn Jahren waren East Anglia, Northumbria und Mercia in dänische Hände gefallen, einzig Wessex leistete noch Widerstand.
Das Hauptheer zog 874 nach Cambridge. Von dort aus wurde 875 erneut ein Versuch unternommen, das letzte freie angelsächsische Königreich zu unterwerfen. Ohne auf nennenswerten Widerstand zu stoßen, gelangte das Heer bis nach Wareham an der Kanalküste, wo es den folgenden Winter verbrachte. 876 fiel es in Exeter ein. Nach Verhandlungen zog das Heer 877 wieder nach Gloucester in Mercia ab. Die Wikinger teilten das Land in ein englisches Westmercia und ein dänisches Ostmercia auf. Letzteres gaben sie zur Neubesiedlung frei und verringerten damit die Stärke ihrer Armee ein zweites Mal. 878 drangen sie erneut in Wessex ein, benutzten dabei Chippenham als Stützpunkt und brachten weite Teile von Wessex unter ihre Kontrolle. König Alfred zog sich in das unwegsame Sumpfland von Somerset zurück, wo er von der befestigten Insel Athelney aus Angriffe auf die Wikinger durchführen ließ. Im Frühjahr 878 schlug Alfred mit seinem neu gesammelten Heer die Wikinger bei Edington so nachhaltig, dass sie nach der darauf folgenden Belagerung ihres Hauptquartiers Chippenham in Verhandlungen einwilligten, die in den Vertrag von Wedmore mündeten. Der Anführer der Wikinger, Guthrum, ließ sich mit dreißig seiner Gefolgsleute taufen, stellte Geiseln und zog im Laufe des Jahres aus Wessex nach Cirencester in Mercia ab. 879 zog das Heer dann endgültig nach East Anglia, um das Land unter sich aufzuteilen. 880 verließ Guthrum mit einem Teil seiner Männer England, um auf dem Kontinent im Karolingerreich zu plündern.

### Angriffe zwischen 892 und 896

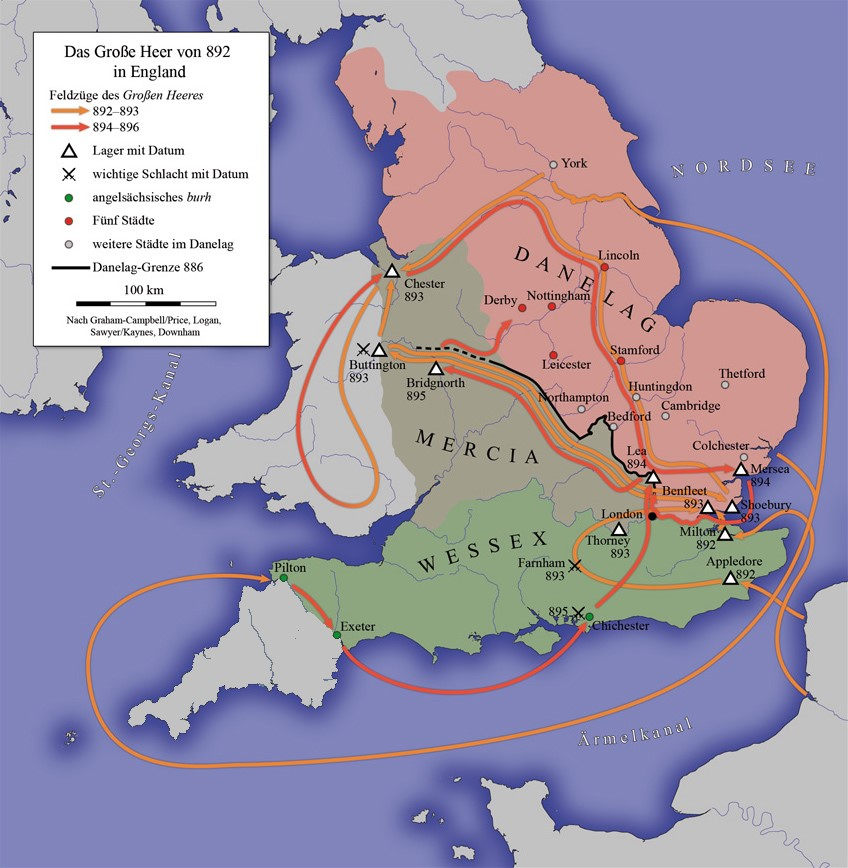
Wikingerüberfälle zwischen 892 und 896

Bis 884 herrschte in Wessex relative Ruhe. In jenem Jahr landete Guthrum bei Rochester in Kent, wo sein Heer durch Wikinger aus East Anglia verstärkt wurde. König Alfred, der in den vorangegangenen Jahren Zeit zum Aufbau einer effektiven Verteidigung gehabt hatte, konnte den Angriff jedoch bis 886 abwehren und außerdem London erobern. Der Vertrag von Wedmore wurde erneuert und eine Grenzziehung vereinbart: die Themse hinauf, und sodann den River Lea hinauf, und den River Lea entlang bis zu seiner Quelle, dann in gerader Linie nach Bedford, dann die Great Ouse hinauf bis zur Watling Street.
Größere Angriffe fanden erst wieder ab 892 statt, als das Große Heer, das sich 879 auf dem Kontinent gebildet und seitdem fränkische Gebiete an Rhein, Maas, Schelde, Somme und Seine geplündert hatte, in zwei Heeresgruppen nach England segelte und Lager in Kent (Milten Regis, Appledore) errichtete. Nach seiner Wiedervereinigung zog das Heer 893 bis nach Buttington im Westen Mercias, um von dort aus Mercia und Wales zu plündern. Die Wikingerarmee wurde jedoch von einem walisisch-englischen Heer bedrängt und wich in die Ruinen des verlassenen Legionslagers Chester im Norden Mercias aus, wo sie Unterstützung durch Landsleute aus dem Danelag bekam. Gleichzeitig wurde Exeter von einer weiteren Wikingergruppe angegriffen. Nachdem im folgenden Jahr Wales geplündert worden war, zog sich das Heer von Chester bis nach Mersea in Essex zurück. Ein Lager auf einer Insel im River Lea belagerte Alfred 894 erfolgreich. Auch ein weiterer Vorstoß der Wikinger 895 nach Bridgnorth am Severn blieb erfolglos, so dass sich das Heer 896 wieder auflöste. Teile davon siedelten sich im Danelag an. Wer nicht genug besaß, um sich dort Land zu erwerben, zog weiter ins Frankenreich, um an der Seine mit weiteren Plünderungen zu Reichtum zu gelangen.
Als Reaktion auf neuerliche Angriffe und Plünderungszüge aus dem Danelag im Jahr 896, gerichtet gegen die Südküste von Wessex, der Wight und Devonshire, setzte Alfred auch Schiffe ein, die er nach eigenen Plänen auf Kiel legen ließ. Aufgrund ihrer Größe – zweimal so groß wie die dänischen, höher, breiter und mit sechzig und mehr Rudern – konnten sie letztendlich gegen die viel wendigeren und schnelleren Langschiffe der Wikinger aber nur wenig ausrichten, so dass der Erfolg der englischen Flotte überschaubar blieb, zumal die Dänen auch die erfahreneren Seeleute waren.

## Eroberung des Danelags durch Wessex

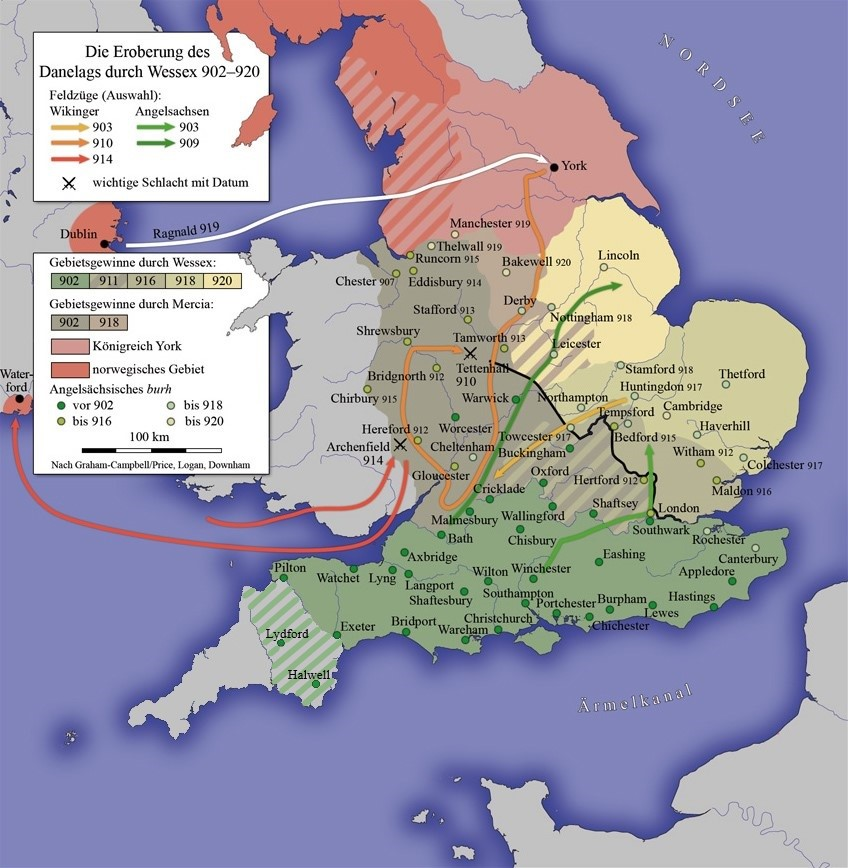
Eroberung des Danelags durch Wessex

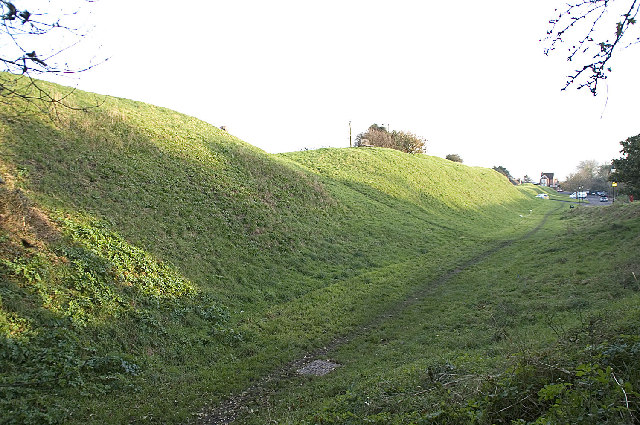
Wälle des burhs Wareham

Als König Alfred von Wessex im Jahr 899 starb, hinterließ er ein gefestigtes Reich. Aus dem Burghal Hidage, einem um 910 aufgezeichneten Dokument, geht hervor, dass er mindestens dreißig Orte in Wessex befestigen ließ. Dazu gehörten ehemalige römische Kastelle (wie Portchester) und Städte (wie Exeter oder Winchester), neu gegründete Städte (wie Wareham oder Wallingford) und vorgeschichtliche Wallburgen (Pilton). Das Heeraufgebot teilte Alfred in zwei Hälften, von denen eine immer unter Waffen stand. Durch diese Voraussetzungen war sein Sohn und Nachfolger Eduard der Ältere (König von 899 bis 924) in der Lage, die Eroberung des Danelags zu beginnen. Nach dem Tod seines Schwagers Æthelred erhielt Eduard die Kontrolle über das Themsetal, das ihm als Ausgangsbasis für seine Eroberungen diente. Gemeinsam mit seiner Schwester Æthelflæd, die weiterhin Mercia regierte, eroberte er in den Jahren bis 918 das südöstliche Gebiet Mercias und East Anglia zurück, indem nach und nach kleinere Wikingergruppen ausgeschaltet wurden. Ein northumbrischer Angriff wurde 910 in der Schlacht von Tettenhall abgewehrt. Die durch den englischen Sieg folgende Schwäche des Danelags begünstigte Eduards Eroberungen. Um die unter seine Kontrolle fallenden Gebiete zu sichern, wurden weiterhin neue burhs angelegt. Bis 920 war auch das Gebiet der Fünf Städte erobert worden. 919–920 wurden schließlich im nördlichen Grenzbereich als Ausgangsbasis für die Eroberung des Königreiches York die burhs von Thelwall, Manchester und Bakewell angelegt. Für das Jahr 920 berichtet die Angelsächsische Chronik über Eduard den Älteren:

„[…] geces þa to fæder 7 to hlaforde Scotta cyning 7 eall Scotta þeod; 7 Rægnald, 7 Eadulfes suna, 7 ealle þa þe on Norþhymbrum bugeaþ, ægþer ge Englisce, ge Denisce, ge Norþmen, ge oþre; 7 eac Stræcledweala cyning, 7 ealle Stræcledwealas.“

„[…] Der König der Schotten und das schottische Volk und Ragnvald und die Söhne von Eadwulf und alle, die in Northumbria leben, sowohl englisch und dänisch, Nordmänner und andere und der König von Strathclyde und alle aus Streathclyde wählten ihn zum Vater und Herrn.“

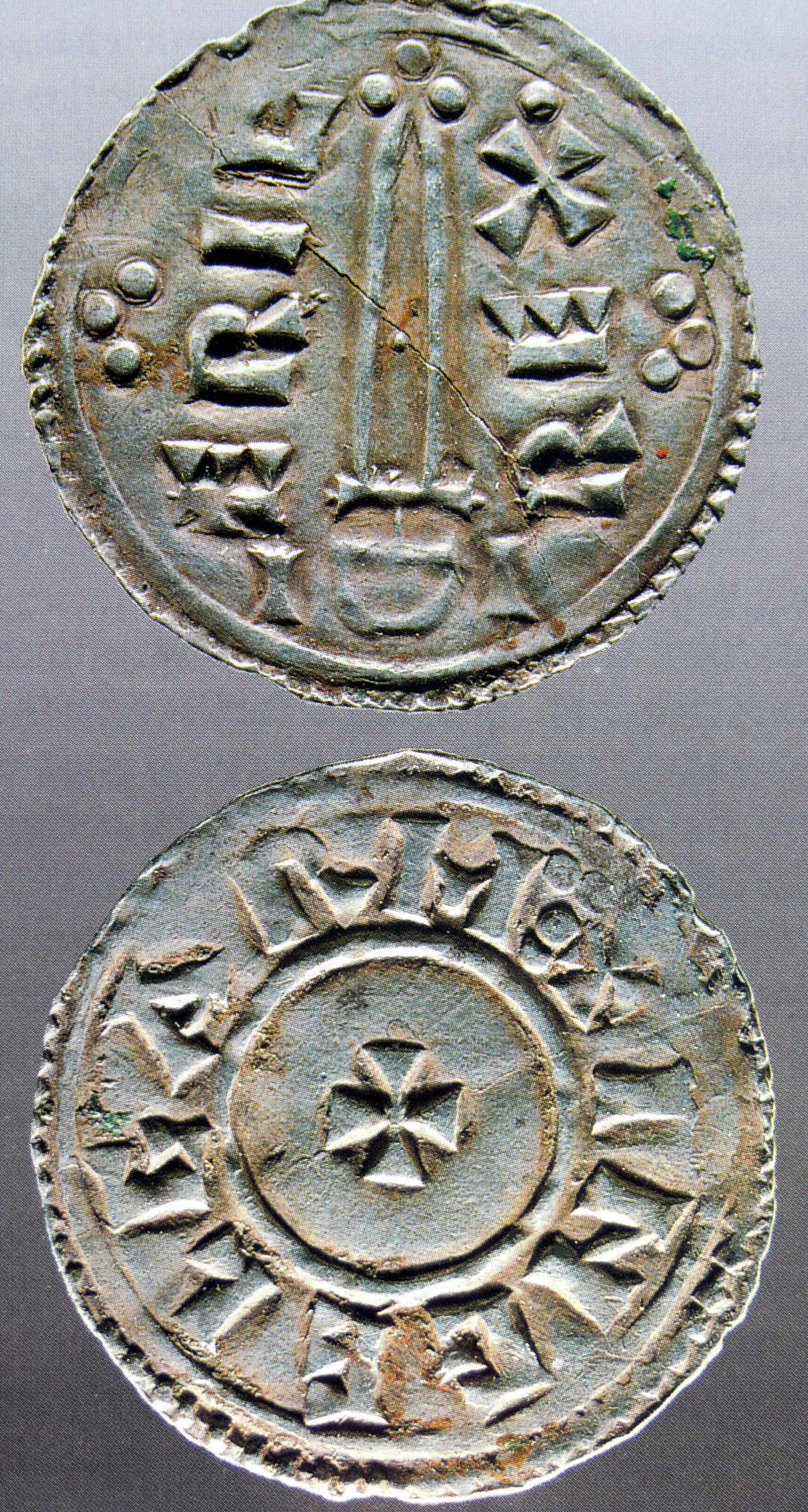
Silberpenny von Erik Blutaxt, König von Northumbria 947–948 und 952–954

Als Herrscher über ganz England übte Eduard somit zusätzlich eine Art Oberherrschaft über die angrenzenden Gebiete seines Herrschaftsbereiches aus. Schlussendlich hatte sich Wessex als einziges der angelsächsischen Königreiche gegen das Danelag behauptet und dazu seine Macht noch weiter ausgebaut. Aus der schrittweisen Vereinigung der verschiedenen Territorien entstand in der Folgezeit das Königreich England, und Eduard der Ältere kann somit – ohne die Leistungen Alfreds des Großen zu schmälern – als erster gesamtenglischer König angesehen werden.

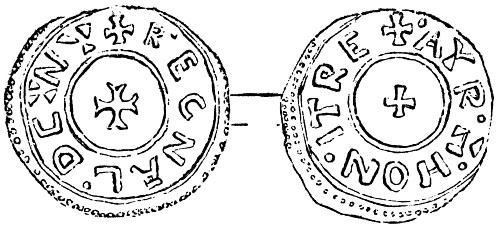
Silberpenny von Ragnvald, König von Northumbria 919–921. Die Verwendung des Kreuzes zeigt, dass die skandinavischen Herrscher von York Anfang des 10. Jahrhunderts schon längst christlich geworden waren.

Das dänisch dominierte Königreich York war zum Anfang des 10. Jahrhunderts in einen Abwehrkampf gegen norwegische Wikinger aus Dublin verstrickt und konnte dem angelsächsischen Vorstoß deswegen keine entscheidenden Kräfte entgegensetzen. Ab 919/20 wurde York unter dem Norweger Ragnvald Teil eines hiberno-norwegischen Machtblocks, der sich bis nach Dublin erstreckte. Eduards Sohn und Nachfolger Æthelstan (König von 925 bis 939) setzte sich 927 nach der Vertreibung des hiberno-norwegischen Herrschers Guthfrith in den Besitz des Königreiches York und ließ sich noch im selben Jahr von den Königen von Schottland, Strathclyde, Westwales (Cornwall), Gwent (in Wales) und dem Earldorman des angelsächsisch dominierten Nordteils von Northumbria, dem alten Bernicia, in Bamburgh huldigen.
Ein Versuch von Olaf Guthfrithsson, dem irisch-norwegischen Herrscher von Dublin, gemeinsam mit den Königen der Schotten und von Strathclyde die angelsächsische Vormachtstellung im Norden Englands zu brechen und die Achse Dublin–York erneut zu festigen, endete 937 in der Schlacht bei Brunanburh (Ort unbekannt, möglicherweise bei Bromborough in Cheshire) mit dem Sieg der Angelsachsen unter Æthelstan. Erst nach dessen Tod 939 herrschten kurzzeitig wieder Norweger in York. Mit dem Tod von Erik Blutaxt 954 in der Schlacht von Stainmore endete jedoch die skandinavische Herrschaft in England oder Teilen davon bis zum Anfang des 11. Jahrhunderts.

## Skandinavische Siedlung im Danelag

### Anzahl der Siedler und Verlauf der Siedlung

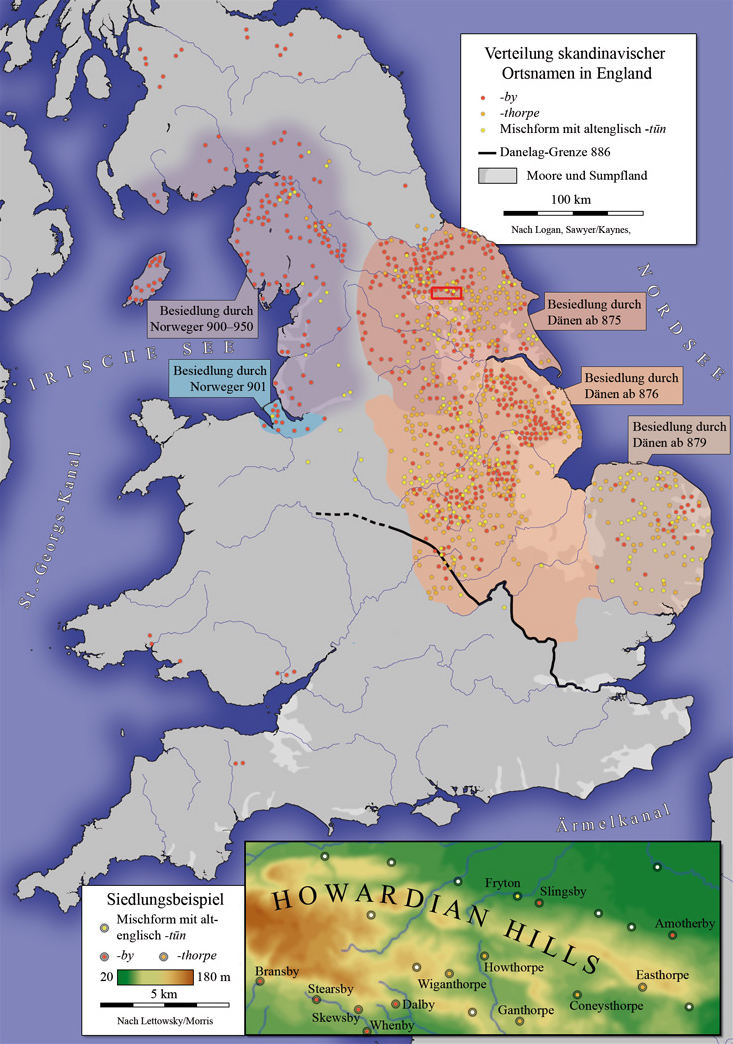
Verbreitung skandinavischer Ortsnamen in England

Da zur Bewertung der skandinavischen Siedlungstätigkeit im Danelag so gut wie keine schriftlichen Quellen existieren, ist die Forschung noch nicht zu einem allgemein anerkannten Konsens gelangt. Auch archäologische Funde können die offenen Fragen nur bedingt beantworten. Als einzige zeitgenössische Schriftquelle trifft die Angelsächsische Chronik Aussagen zu skandinavischen Ansiedlungen.

„[…] 7 þy geare Healfdene Norþanhymbra lond gedælde. 7 ergende wæron 7 hiera tilgende.“

„[…] In diesem Jahr verteilte Halvdan das Land der Northumbrier. Und sie wurden zu Eggern und Pflügern.“

Ähnliche Hinweise gibt die Chronik 877, als ein weiterer Teil des Großen Heeres das östliche Mercia unter sich aufteilte. 879 ließ sich schließlich der letzte Teil des Wikingerheeres in East Anglia nieder, nachdem die Wikinger es besetzt und aufgeteilt hatten.
Für 892 berichtet die Chronik, dass das Große Heer vom Festland sich mit Pferden nach England einschiffte, und 893 heißt es, dass die englische Armee beim Angriff auf das Lager des Wikingerheeres in Benfleet an der Themsemündung Hand an alles Eigentum der Dänen und an Frauen und Kinder legte. Im folgenden Jahr wird berichtet, dass die Dänen ihre Frauen nach East Anglia in Sicherheit brachten, und 896, als sich die dänische Armee auflöste, ging ein Teil nach Northumbria, ein weiterer nach East Anglia und diejenigen, die mittellos waren, schifften sich für erneute Plünderungen ins Frankenreich ein. Als sich 902 verschiedene irische Könige zusammenschlossen und die Wikinger von Dublin besiegten und vertrieben, siedelten sich diese im Nordwesten Englands an.
Die Größe des Großen Heeres von 865 wird heute auf etwa 500 bis 3000 Mann geschätzt. Bei dieser gering erscheinenden Zahl ist allerdings zu bedenken, dass das Heer meist gegen eilig einberufene Bauernaufgebote kämpfte, die gegen die militärisch straff geführten und kampferprobten Wikinger nur geringe Chancen auf einen Sieg hatten. Auch das Große Heer, das 892 laut Angelsächsischer Chronik in zwei Gruppen zu 250 und 80 Schiffen vom Kontinent übersetzte, hatte nach heutigen Schätzungen weit weniger als 10.000 Kämpfer. Um die stark skandinavische Prägung des Danelags zu erklären, wurde in der Forschung eine zweite Einwanderungswelle angenommen, die hinter dem militärischen Schutzschirm der Eroberer das Land besiedelt habe. Der Beweis für diese Annahme ist jedoch schwierig zu erbringen.

### Etymologische Spuren

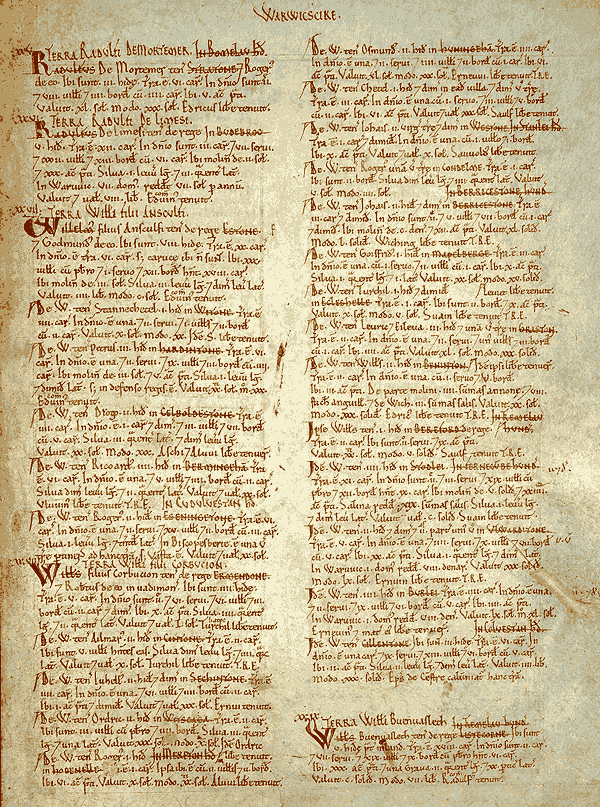
Seite aus dem Domesday Book

Als weiterer Hinweis nach den spärlichen schriftlichen Quellen dient zur Rekonstruktion der Siedlungstätigkeit die Liste der Ortsnamen, die im Domesday Book von 1086 aufgeführt werden. Das Domesday Book diente König Wilhelm dem Eroberer (König von 1066 bis 1087) zur Erfassung der Leistungen derjenigen Ländereien, die der Krone gehörten. Dabei gibt es vor allem drei wichtige verschiedene Formen von Ortsnamen skandinavischen Ursprungs:
- Ortsnamen des so genannten Grimston-Mischtyps, die aus einem altnordischen Personennamen und dem altenglischen Suffix -tūn, was so viel wie Dorf oder Gehöft bedeutet, bestehen. (Beispiele: Grimston, Barkston, Thurvaston)
- Rein skandinavische Ortsnamen, die auf -by (Dorf, Gehöft) enden. Davon gibt es fast 800, allein in Lincolnshire 200.[27] (Beispiele: Derby, Selby, Danby, Thoresby)
- Orte, deren Namen auf -thorpe enden, was einen abgelegenen Weiler, eine nachrangige Siedlung bezeichnet. (Beispiele: Grimsthorpe (Odinsdorf), Scunthorpe, Swainthorpe, Weaverthorpe)

Neben diesen Namensbestandteilen finden sich verschiedene weitere, weniger häufige Suffixe altnordischen Ursprungs in vielen Ortsnamen. Beispiele dafür sind Namen auf -ey, -bost, -dale, -gate, -kirk oder -toft. Allein für das Territorium der Fünf Städte verzeichnet das Domesday Book mehr als fünfhundert Dorfnamen dänischen Ursprungs.
Die ältere Forschung ging davon aus, dass sich das Große Heer unter seinen Führern in breiter Masse in den Gebieten des Danelags niedergelassen hätte. Als Argument für eine hohe Anzahl an Siedlern wurde auch die beobachtete höhere Konzentration von Freibauern (socmen) im Danelag aufgeführt. Diese resultiert jedoch nicht direkt aus den im Gegensatz zum angelsächsischen England anderen sozialen und ökonomischen Verhältnissen, die die skandinavischen Siedler aus ihrer Heimat mitbrachten. Vielmehr führte im Königreich Wessex der Abwehrkampf gegen die skandinavischen Eroberer zu einer Zentralisierung der Verwaltung und einer Konzentration der ökonomischen Ressourcen. Dazu gehörte auch eine verstärkte Bildung von Grundherrschaften mit unfreien Bauern und daraus resultierender Abnahme freier Bauern. Im Gegensatz dazu blieb das Danelag unter lokalen Führern politisch zersplittert und unabhängige Bauern waren häufiger. Und deren Status war nicht durch die Herkunft bestimmt, sondern durch die Art der festgelegten Steuern: Nur sechs von 74 Freibauern, die in Urkunden aus dem 11. Jahrhundert erwähnt werden, tragen skandinavische Namen.
Die Überlegungen zur Siedlungsgeschichte gehen auch auf die räumliche Verteilung der verschiedenen Namenstypen im Vergleich mit den landwirtschaftlichen Gegebenheiten ein. Orte mit Dorfnamen des Grimston-Typs befinden sich meist auf gutem Ackerboden. Es handelt sich dabei um bestehende angelsächsische Dörfer, die von ihrem neuen skandinavischen Besitzer umbenannt wurden. Die Dörfer des Typs mit -by scheinen auf eine zweite Besiedlungsphase hinzudeuten, bei der bis dahin noch brachliegendes, jedoch nutzbares Land erfasst wurde. Die Orte befinden sich weit weniger häufig auf gutem Ackerboden. Orte mit der Namensendung -thorpe befinden sich hingegen fast immer an Randbereichen kultivierbaren Bodens und scheinen somit zuletzt entstanden zu sein. Darauf deutet auch die Verwendung des Suffixes -thorpe hin.
Aus diesen Erkenntnissen wurde abgeleitet, dass sich die skandinavische Siedlung in zwei Phasen vollzog: Nach der Eroberung und militärischen Sicherung des Danelags in Phase eins sei in der zweiten Phase durch Zuzug von Landsleuten das Land im Danelag flächendeckend besiedelt worden. Da diese Annahme jedoch große Unsicherheiten aufweist, hat sie sich nicht endgültig durchsetzen können. So ist nicht bekannt, ob und in welchem Umfang Ende des 9. Jahrhunderts ungenutztes, kultivierbares Land überhaupt vorhanden war. Ebenso ist eher damit zu rechnen, dass die neuen Herren das Land nach Gutdünken unter sich aufteilten, anstatt die bisherige Siedlungs- und Landverteilungsstruktur unangetastet zu lassen und neue Siedlungen abseits der bestehenden zu errichten. Als sicher galt auch lange, dass ein Zuzug durch weitere Siedler stattgefunden haben musste, da die skandinavischen Heere nach heutigen Schätzungen nur wenige tausend Mann umfassten.

### Archäologische Funde

#### Städte

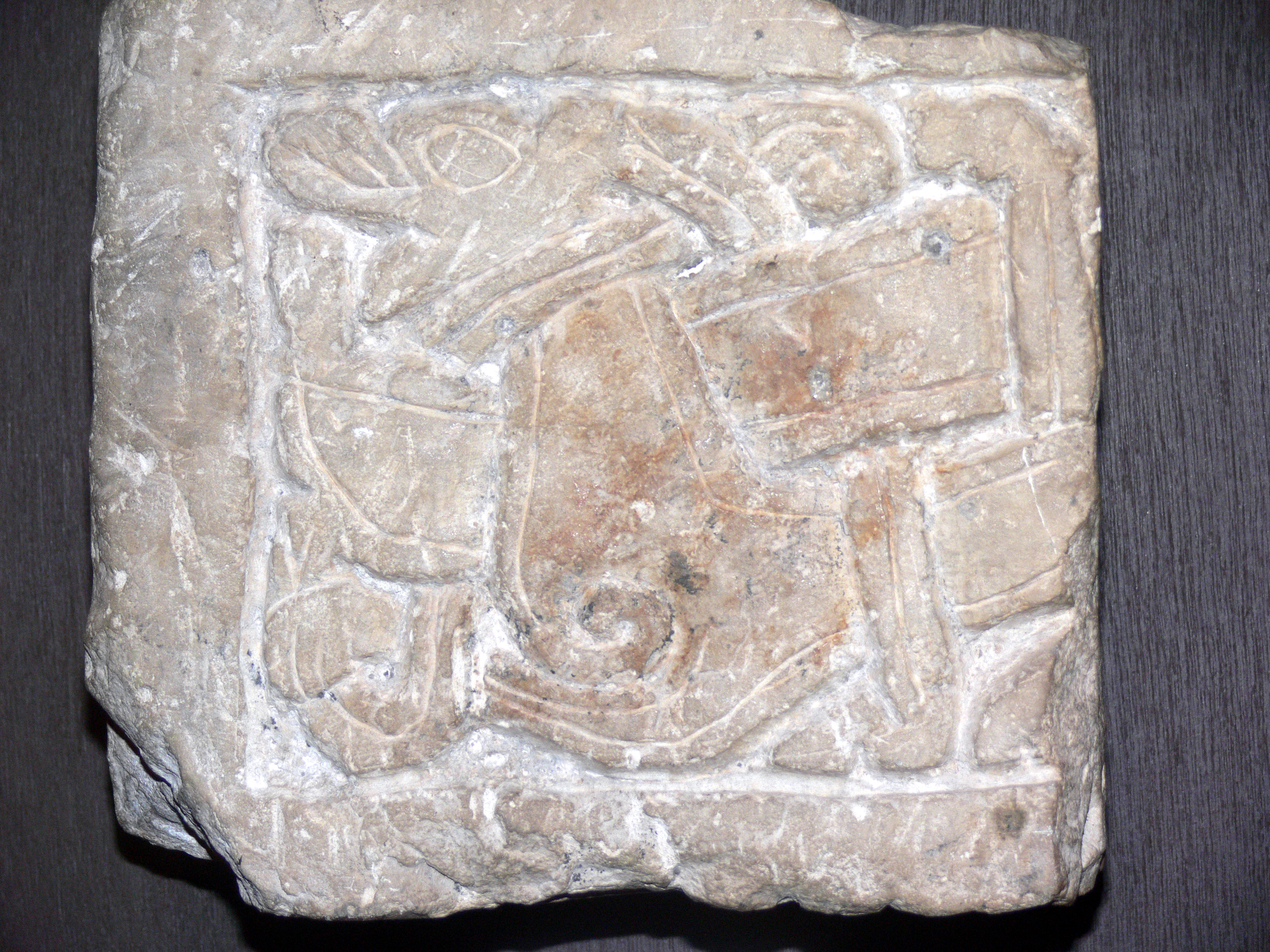
Verworfenes Werkstück eines Steinmetzen aus dem 10. Jahrhundert: Zwei mit Konturen im Jelling-Stil versehene Tiere, die sich umschlingen. Kalkstein, York. Gefunden in der Castlegate.

Umfangreiche Ausgrabungen haben besonders in York und Lincoln Einblicke in die städtische Kultur des Danelags ermöglicht. Die Stadt York wurde bald nach ihrer Einnahme durch die Wikinger 866 neu befestigt, indem die alten römischen Mauern repariert wurden. Es scheint einen starken Zustrom neuer Siedler gegeben zu haben, denn das Straßennetz wurde neu angelegt. Die zahlreichen Straßen mit dem Suffix -gate geben noch heute Zeugnis davon. Am Ufer des River Ouse wurden Schiffsanleger erbaut. Zwischen 1976 und 1981 wurden an verschiedenen Stellen der Altstadt Grabungen durchgeführt. Auf den untersuchten Grundstücken in der Coppergate standen rechteckige Holzbauten, deren Giebelseiten zur Straße zeigten. Oft schloss sich dahinter ein weiteres, als Werkstatt genutztes Haus an. Es fanden sich Reste von Werkstätten zur Holzbearbeitung, eine Juwelierwerkstatt und eine der seltenen Münzprägestätten mitsamt Prägestempel und Probeprägungen. Funde von Textilien, Kämmen, Metallprodukten aus Bronze, Gold, Silber und Blei, Glasperlen, Holz- und Lederartikeln geben die Vielfalt der hier ausgeübten handwerklichen Tätigkeiten wieder. Die weitläufigen Handelsverbindungen zeigen verschiedene aus dem Ausland stammende Waren wie Seide aus Byzanz, Weinkrüge aus dem Rheinland, Wetzsteine aus Norwegen, Bernsteine von der Ostsee und das Gehäuse einer exotischen Kaurischnecke aus dem Roten Meer. Die Bedeutung Yorks nahm erst nach der Eroberung Englands durch die Normannen ab. Einerseits orientierte sich der Handel mehr auf die Gebiete um den Ärmelkanal und zweitens äscherte Wilhelm I. die Stadt sowie weite Teile Nordenglands nach einem antinormannischen Aufstand 1069 ein. Die Grabungsflächen in der Coppergate wurden nach Abschluss der Untersuchungen konserviert und als Jórvík Viking Centre der Öffentlichkeit zugänglich gemacht.
Auch in Lincoln legten die skandinavischen Siedler ein neues Straßennetz an, wie Ausgrabungen ergaben. Etwa um 900 teilten sie den Raum innerhalb der alten römischen Befestigung neu ein. Wie in York wurden auch hier Waren aus verschiedenen Gebieten Europas und Vorderasiens gefunden. Ebenso kamen Hinterlassenschaften der einheimischen handwerklichen Produktion bei den Ausgrabungen ans Tageslicht.
In Stamford wurde typisch geformte Töpferware auf dem Rad hergestellt, die sich über das Gebiet der Fünf Burgen ausbreitete und damit gleichzeitig dessen Einflussgebiet markierte. Es wurden bei Ausgrabungen Töpfe, Schüsseln, Krüge, Kannen und Geschirr dieses Typs gefunden. Wertvollere Ausführungen dieser Ware waren glasiert.

#### Ländliche Siedlungen

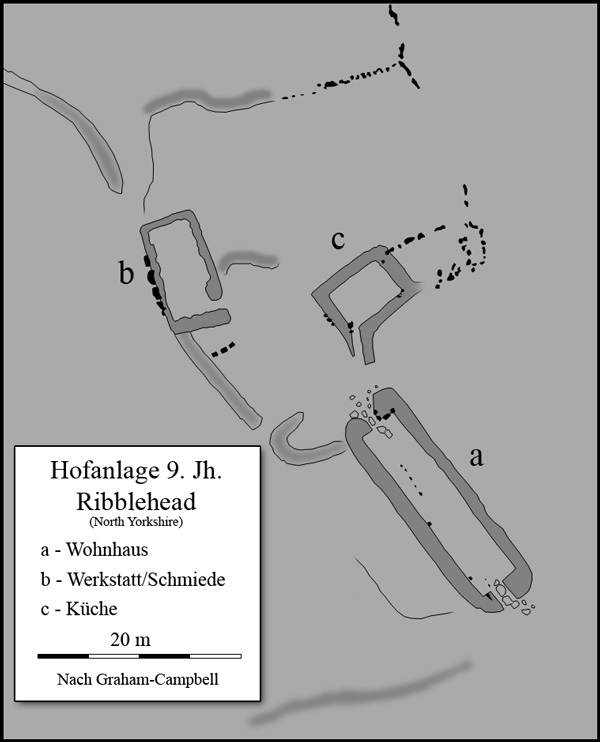
Hofanlage des 9. Jahrhunderts, Ribblehead, North Yorkshire.

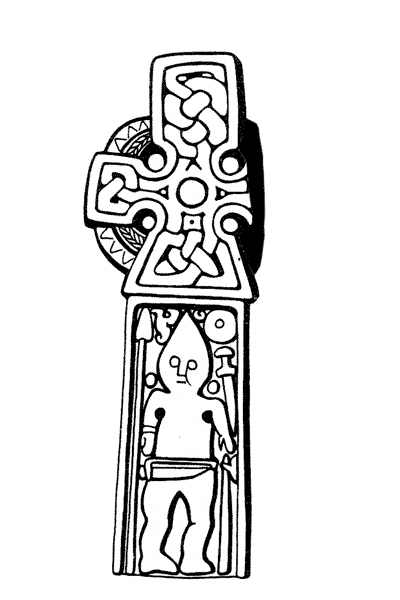
Steinkreuz von Middleton, North Yorkshire. Spätes 9. bis frühes 10. Jahrhundert.

Nur eine geringe Anzahl ländlicher Siedlungen wurde im Danelag und im Königreich York ausgegraben. In Ribblehead in Yorkshire (54° 12′ 3,9″ N, 2° 21′ 38,1″ W) fand sich ein Langhaus, das norwegischen Gebäuden der gleichen Zeit ähnelt. Auch an anderen Plätzen fanden sich ähnliche Strukturen. Überall scheint einer Mischung aus Landwirtschaft und handwerklicher Tätigkeit nachgegangen worden zu sein. Hier und bei weiteren Ausgrabungen landwirtschaftlich geprägter Siedlungen konnte keine eindeutige skandinavische Zuordnung der ehemaligen Bewohner durchgeführt werden. Im Gebiet der Fünf Städte wurden in Goltho bei Lincoln und in Sulgrave Reste von Langhallen gefunden, die von einer befestigten Einfriedung umgeben waren. Auch hier konnten die Siedlungen nicht eindeutig dem angelsächsischen oder dem dänischen Bevölkerungsteil zugeordnet werden. Gräber, die durch Beigaben als heidnisch erkennbar sind, fanden sich nur selten. Dies kann als Beleg für die schnelle christliche Assimilation der Siedler gelten.

### Kultur und Religion
Der Einfluss der skandinavischen Siedler wird auch an verschiedenen Steinskulpturen deutlich, die sich durch ihren Werkstoff besser erhalten haben als andere materielle Zeugnisse. Eine besondere Form von Grabmälern sind die Hogback-Steine, die im 10. Jahrhundert entstanden: Grabsteine in Form eines Hauses mit gewölbten Seitenwänden und gebogenem Dachfirst. Die Stirnseiten werden bei manchen Exemplaren voneinander zugewandten Bärenköpfen gebildet. Die Seitenflächen sind oft mit bildlichen Darstellungen oder auch mit Knotenmustern im Borre-Stil verziert. Hogback-Steine bedienten den Geschmack der skandinavischen Siedler und finden sich vor allem in Yorkshire (besonders häufig im Tal des Tees') und Cumbria bis hinauf nach Schottland. Einige Exemplare haben sich bis heute an über 30 Standorten erhalten, unter anderem in Brompton, Ingleby Arncliffe (alle Yorkshire), Gosforth (Cumbria), Heysham (Lancashire), West Kirby (Wirral) oder Govan und Luss (alle Schottland).
Steinkreuze wurden schon vor der skandinavischen Eroberung gesetzt, jedoch nahmen die Werkstätten der Steinmetze sich der skandinavischen Formensprache an. So wurden Darstellungen von christlich-religiösen Szenen mit heidnischen Motiven gemischt. Das mit Borre-Mustern verzierte Kreuz von Gosforth in Cumbria aus dem 10. Jahrhundert, das eine Kreuzigungsszene mit Darstellungen aus der Ragnarök verbindet, ist ein gutes Beispiel dafür. Am selben Kreuz wird auch der irische Einfluss deutlich, den die norwegischen Siedler an der Westküste Englands mitbrachten: Der ringförmige Kreuzkopf ist ein typisch irisches Stilmerkmal. Das Kreuz von Gosforth ist das größte noch erhaltene Werk der Bildhauerei in England vor der normannischen Eroberung. Weitere Skulpturen und Kreuze wie in Sockburn (Durham) und Middleton (Yorkshire) zeigen die skandinavischen Herren des Danelags, wie sie sich selbst gerne dargestellt sehen wollten: in Rüstung und mit Waffen.
Die Entstehung all dieser Grabmäler und Kreuze mit christlicher Symbolik im 10. Jahrhundert zeigt, wie schnell sich die kulturelle Assimilation der Skandinavier vollzog. Die Bereitschaft der skandinavischen Eroberer, den christlichen Glauben anzunehmen, war schon durch die Taufe Guthrums in Wedmore 878 angedeutet worden. Auch Münzen, die die skandinavischstämmigen Könige von York prägen ließen, unterstreichen diesen schnellen Wandel. Schon um die Wende zum 10. Jahrhundert sind christliche Kreuze als Münzsymbole und Umschriften wie Dominus deus omnipotens rex (Herr und Gott allmächtiger König) verwendet worden. 905 wurden in York Pennys mit der Umschrift Sancti Petri moneti (Sankt-Peters-Geld) geprägt. Um 895 wurde ein skandinavischer Anführer nach christlichem Ritual im Yorker Münster begraben. Und schon 883 konnten sich Mönche, die noch acht Jahre zuvor aus Lindisfarne geflohen waren, beruhigt wieder in Northumbria niederlassen. Eine gewisse Zäsur bedeuteten die Eroberungsversuche der hiberno-norwegischen Könige von Dublin. Auf Münzen der Könige Ragnvald und Sigtrygg werden neben dem Kreuz auch wieder heidnische Symbole wie der Thorshammer benutzt. Olav Sigtryggssons Münzen zeigen unter anderem ein Rabenbanner. Doch auch das blieb nur Episode. Olav starb 981 zurückgezogen im Kloster Iona. Und schon mit Oswald von York wurde ein Enkel eines der Skandinavier, die zur Zeit des Großen Heeres nach England gekommen waren, Erzbischof von York. Er wurde bald nach seinem Tod 992 als Heiliger verehrt.

## Nachwirkung
Die skandinavischen Siedler übten in den verschiedensten Lebensbereichen eine nachhaltige Wirkung auf die englische Gesellschaft aus. So wurde die englische Sprache stark durch das Dänische beeinflusst. Die etwa 600 im modernen Englisch erhaltenen altnordischen Lehnworte finden sich nicht nur in bestimmten Domänen oder speziellen Tätigkeitsfeldern, sondern weit gefächert in jedem Bereich des Englischen. Dazu gehören so gebräuchliche Worte wie call < kalla ‚rufen‘, fellow < félagi  ‚Genosse‘, loose < lauss ‚lose‘, knife < knífr ‚Messer‘, take < taka ‚nehmen‘, window < vind-auga ‚Fenster‘, egg < egg ‚Ei‘, ill < íllr ‚schlecht, böse, krank‘, law < *lagu ‚Gesetz‘, give < giva ‚geben‘, die die ursprünglich vorhandenen angelsächsischen Ausdrücke abgelöst haben. Es erfolgte auch eine Änderung der Sprachstruktur durch die skandinavischen Siedler. Das heutige Personalpronomen für die dritte Person Plural they, them, their < þeir, þeim, þeirra und einige Präpositionen wie from ‚von‘ oder til ‚bis‘ sind ebenso auf das Skandinavische zurückzuführen. Die Lehnworte in englischen Dialekten gehen in die tausende, besonders im landwirtschaftlichen Umfeld. Das weist darauf hin, dass viele skandinavische Siedler ihr eigenes Land bebauten und ihr eigenes Vieh hielten. Der starke sprachliche Einfluss beruht auch auf der Ähnlichkeit vieler altnordischer und altenglischer Worte.

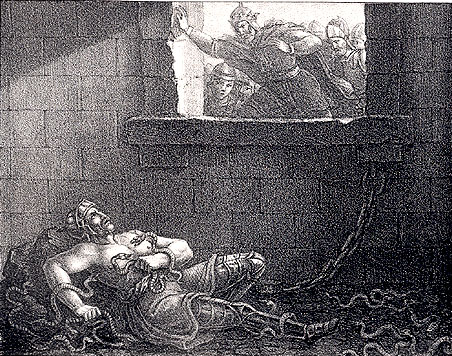
König Ælle von Northumbria lässt Ragnar in der Schlangengrube töten. Illustration zur Lodbrok-Saga von 1830 im Stil der Zeit.

Die englischen Könige bemühten sich durch verschiedene Maßnahmen darum, nach der Eroberung des Danelags die Einheit des Reiches zu festigen. Dazu gehörten auch die Sammlung und Vereinheitlichung von Rechtstexten. Der skandinavische Einfluss in den Gebieten des Danelags war jedoch so stark, dass auch nach der Rückeroberung durch die Angelsachsen die unterschiedlichen Rechtstraditionen von Skandinaviern und Angelsachsen berücksichtigt werden mussten. Ein unter König Edgar (König von 959 bis 975) erstelltes Gesetzeswerk ist die erste von mehreren Gesetzessammlungen, die die Unterschiede zwischen den Rechtsgebräuchen von Angelsachsen und Skandinaviern zeigen. Etwa um die Jahrtausendwende, unter Edgars Sohn und Nachfolger Æthelred (König von 978 bis 1013 und 1014–1016), wurden sogar zwei getrennte Codices veröffentlicht, einer für die Gebiete mit englischem Recht, einer für die Gebiete der Fünf Städte. Eine zum restlichen England verschiedene Identität des Danelag-Gebietes ist also noch lange nach der englischen Rückeroberung feststellbar. Zu den Dingen, die das Dane Law im Gegensatz zum English Law kannte, gehörten zum Beispiel der Einsatz von zwölf Geschworenen, von denen mindestens acht ein einhelliges Urteil fällen mussten. Auch der Eid vor dem Gericht geht auf skandinavisches Recht zurück. Eine lahslit genannte Buße für einen Rechtsbruch existierte nur im Gebiet des Danelaw. Die Stellung des hide als Bemessungsgrundlage für die Grundsteuer in angelsächsischen Teil Englands nahm im nördlichen Danelag die caracuta ein.
Erst in jüngster Zeit entdeckten Forscher der Universität von Süddänemark, dass ein bislang als Fälschung angesehenes Rechtswerk, das als Codex Wetmorii in der Privatbibliothek eines dänischen Grafen verwahrt wurde, signifikante Textähnlichkeiten mit dem späteren jütischen Recht aufweist. Der von einem Frater Ejnarius verfasste Text, der das Alltagsleben im Danelag regeln sollte, kann somit als Frühform der skandinavischen Landschaftsrechte späterer Jahrhunderte gelten.
Auch im skandinavischen Raum wurde die Zeit des Großen Heeres in späterer Zeit rezipiert. Die Saga von Ragnar Lodbrok (Ragnars saga lodbrokar, 14. Jahrhundert) und noch mehr das Krákumál-Lied (Ende 12. Jahrhundert), die beide in Island entstanden, berichten in sagenhafter Verfremdung davon, wie der mehr legendenhafte als historische Ragnar von König Ælle in Northumbria in einer Schlangengrube getötet wird. Ragnars Söhne Halvdan, Ivar der Knochenlose und Ubbe rächen ihn daraufhin, indem sie in England einfallen und den König töten.
Der britische Kinofilm Alfred der Große – Bezwinger der Wikinger mit David Hemmings als König Alfred der Große und Michael York als Wikingeranführer Guthrum aus dem Jahr 1968 erzählt die Geschichte des Abwehrkampfes von Wessex gegen das Große Heer zwischen 870 und 878 nach, legt dabei allerdings den Schwerpunkt auf das (fiktive) Privatleben des Königs. Einzig die Massenszenen in den Schlachten fanden den Beifall der Kritik.
Der britische Schriftsteller Bernard Cornwell benutzte die Ereignisse um die dänischen Eroberungsversuche des Königreiches Wessex als Grundlage für eine Serie von historischen Romanen, die Saxon Stories, die seit 2007 auch auf Deutsch erscheinen. Netflix hat die Romane mit The Last Kingdom als Serie adaptiert.